# Коммуна (Пензенская область)
Коммуна — посёлок в Мокшанском районе Пензенской области. Входит в состав Чернозерского сельсовета.

## География
Находится в северной части Пензенской области на расстоянии приблизительно 21 км на северо-запад от районного центра поселка Мокшан на правобережье реки Мокша.

## История
Основан между 1939 и 1959 годами. К 1970 году на некоторое время прекратил существование.

## Население
Численность населения: 10 человек (1959 год). Население составляло 24 человека (русские 100 %) в 2002 году, 5 в 2010.